# Playa de La Cabaña
La playa de La Cabaña, se encuentra en el concejo asturiano de Gozón, comunidad autónoma del Principado de Asturias, España,  y pertenece a la localidad de Verdicio. Su acceso es a través de esta última de la que dista unos 300 m mediante un camino resbaladizo y estrecho por lo que hay que tomar las debidas precauciones; una de ellas es procurar ir siempre acompañado. En su flanco oeste hay una gran roca que tiene forma de rana. La rodea un paisaje digno de mención y adecuado para los amantes de la fotografía.
Para los andarines está cercana la senda marítima «PR-AS 25» que va desde el Faro de San Juan de Nieva, o Faro de Avilés, hasta el Cabo de Peñas. La playa no dispone de ningún servicio y las actividades más recomendables son la pesca submarina y la deportiva y recreativa a caña.